# Chiesa di San Rocco (Colonna)
La chiesa di San Rocco è un luogo di culto cattolico di Colonna, nella città metropolitana di Roma.

## Storia
La piccola Chiesa di San Rocco fu costruita nel XVI secolo, probabilmente sotto il pontificato di papa Pio V (1566-1572), subito fuori le mura del Castello di Colonna per conservare l’effigie muraria della Beata Vergine Maria del Soccorso, in precedenza collocata in un'edicola posta al di fuori della cinta muraria. Alla metà del XVII secolo lo stato di abbandono in cui versava l'edificio rese necessaria la riedificazione della chiesa. Grazie all'interessamento del Principe Nicola Ludovisi, dei colonnesi stessi e del Reverendo Giovanni Battista de Barberiis la prima pietra fu posta il 12 maggio 1664 e il 1º novembre 1665 il nuovo edificio fu consacrato a San Rocco dal Vicario generale di Frascati D. Ippolito Francesco de Vineis.
Nel 1973 il crollo delle coperture rese inutilizzabile il luogo di culto; un finanziamento dell'Amministrazione Provinciale rese possibile il restauro a cura del Comune di Marino, per un importo di 50 milioni di lire, completato nel 1981.

## Descrizione
All'interno della chiesa vi erano in origine tre altari:
- Altare maggiore: la pala d'altare comprendeva nella parte alta l'antica effigie muraria della Beata Vergine Maria del Soccorso appartenuta alla prima chiesa e le immagini di San Sebastiano, di San Rocco e di San Giovanni da Capestrano rispettivamente a sinistra, a destra e al centro.
- Altare di San Bernardino da Siena: realizzato a spese del Reverendo Giovanni Battista de Barberiis, ospitava un dipinto su tela raffigurante l'immagine di San Bernardino da Siena; fu demolito alla fine del 1800.
- Altare di San Giacomo della Marca: ospitava un dipinto su tela raffigurante l'immagine di San Giacomo della Marca[2].

Nel 2019 gli affreschi della Pala dell'altare maggiore sono stati oggetto di restauro.